# Dicliptera falcata
Dicliptera falcata là một loài thực vật có hoa trong họ Ô rô. Loài này được (Lam.) Bosser & Heine mô tả khoa học đầu tiên năm 1988.